# Rex Tillerson
Rex Wayne Tillerson (født 23. marts 1952 i Wichita Falls, Texas, USA) er en amerikansk bygningsingeniør, spejder og politiker. Han har været USA's udenrigsminister i Donald Trumps regering fra 1. februar 2017, hvor han blev stemt igennem Senatet med 53 stemmer for og 42 imod, til 13. marts 2018, hvor Donald Trump udnævnte Mike Pompeo som ny udenrigsminister.
Tillerson var administrerende direktør for olieselskabet ExxonMobil (hvor han blev ansat i 1975 som produktionsingeniør) mellem 2006 og 2016. I 2015 blev han kåret til verdens 25. mest magtfulde person af Forbes. Han blev desuden tildelt den russiske venskabsmedalje af Vladimir Putin i 2013.